# Altiplà de Jos
L'Altiplà de Jos és una elevació plana situada a prop del centre de Nigèria. Cobreix 8600 km² i està delimitada per espadats de 300-600 m al voltant de bona part de la seva circumferència. Amb una altitud mitjana de 1280 m, és la superfície més gran amb més de 1000 m d'alçada en Nigèria, amb una cimera de 1829 m, als turons de Shere. L'altiplà ha donat el seu nom a l'Estat de Plateau on es troba i ha rebut el seu nom per ser la capital de l'estat, Jos.

## Geologia
La Meseta de Jos està dominada per tres tipus de roques. Els granits més vells daten del cambrià tardà i ordovicià. Els granits més joves són llocs que daten del Juràssic i formen part d'una sèrie que inclou el massís d'Aïr al Sahara central. També hi ha molts volcans i mantells de corriment de basalt extruïdes des del Pliocè (Morgan 1983).
Els granits més joves contenen estany, explotat mitjançant mineria des del començament del segle xx, durant i després del període colonial.
Els rius importants són Kaduna, Gongola, Hadejia i Yobe, que tenen la seva font en aquest massís.

## Clima
El clima a la Meseta és semi-temperat amb temperatures que van des de 18 °C fins a 25 °C.

## Biogeografia
L'Altiplà de Jos és l'espai físic on hi ha existència d'un conjunt d'ecosistemes (ecoregió) anomenats segons la denominació de la WWF, Mosaic de forest i pastures de l'Altiplà de Jos.

## Història
L'Altiplà de Jos acull part de l'antiga cultura Nok, coneguda per les seves notables obres de terracota. Amb el temps han anat descobrint-se noves restes i ampliant l'abast territorial de la societat Nok.
Al segle xix, l'altiplà de Jos era un refugi per a les poblacions que fugien de la jihad dels fulanis al nord de Nigèria.
Després de la colonització britànica, l'altiplà de Jos es va convertir en una de les destinacions turístiques més importants de Nigèria, però l'activitat turística ha decaigut en el segle XXI a causa dels conflictes entre cristians i musulmans.